# 1928 في ألمانيا
فيما يلي قوائم الأحداث التي وقعت خلال عام 1928 في ألمانيا.

## سياسة

### انتهاء فترة المنصب
- 12 يونيو – فيلهلم ماركس مستشار ألمانيا.

## مواليد

### يناير
- 1 يناير – يوخن ستيرن ممثل ألماني.[1]
- 15 يناير – رودلف زلهايم

### فبراير
- 9 فبراير – كارلا دوبرمان كاتبة ألمانية.
- 23 فبراير – هانز هيرمان سائق فورمولا 1 ألماني.[2]
- 25 فبراير – ماتياس ويبر عالم اقتصاد ألماني.

### مارس
- 16 مارس – كارلهاينز بوم ممثل نمساوي.[3]
- 16 مارس – كريستا لودفيغ مغنية.[4]
- 25 مارس – فولف ديتريش فيشر
- 28 مارس – ألكسندر غروتينديك رياضياتي فرنسي.[5]

### أبريل
- 12 أبريل – هاردي كروغر ممثل ألماني.[6]

### مايو
- 4 مايو – فولفغانغ فون تريبس سائق فورمولا 1 ألماني.[7]
- 8 مايو – مانفريد كيرلاخ[8]

### يوليو
- 15 يوليو – نيكولاس رشر فيلسوف أمريكي.[9]
- 27 يوليو – كارل ماي لاعب ومدرب كرة قدم ألماني.[10]

### أغسطس
- 10 أغسطس – إدغار بلوم
- 22 أغسطس – كارلهاينز شتوكهاوزن[11]
- 25 أغسطس – هربرت كرومر[12]

### سبتمبر
- 9 سبتمبر – فريتس هركنرات لاعب كرة قدم ألماني.[13]
- 28 سبتمبر – هيلموت ماير سياسي ألماني.[14]
- 29 سبتمبر – جيرهارد شتولتنبرج سياسي ألماني.[15]
- 30 سبتمبر – إرنست بويتلر[16]

### أكتوبر
- 31 أكتوبر – أوغست إيفردينغ مخرج مسرحي ألماني.[17]

### نوفمبر
- 19 نوفمبر – إرنست هيلير متسابق دراجات نارية ألماني.
- 20 نوفمبر – أولريش إنجل[18]

### ديسمبر
- 6 ديسمبر – جان هندريكس
- 22 ديسمبر – فريدرك بارث[19]
- 24 ديسمبر – مانفريد رومل سياسي ألماني.[20]

## وفيات

### يناير
- 1 يناير – فريدريش بارتيلس (مواليد 1877) كاتب ألماني.
- 7 يناير – فيدمن (مواليد 1852) فيزيائي ألماني.[21]

### فبراير
- 27 فبراير – يورغن كروجر (مواليد 1856) مهندس معماري ألماني.

### مايو
- 5 مايو – هاينريش يبر (مواليد 1839) فيزيائي ألماني.
- 19 مايو – ماكس شيلر (مواليد 1874) فيلسوف ألماني.[22]

### يونيو
- 2 يونيو – بول فروش (مواليد 1860) عالم فيروسات ألماني.[23]

### أغسطس
- 30 أغسطس – فرانز عالقة (مواليد 1863)

### نوفمبر
- 1 نوفمبر – إرنست واغنر (مواليد 1876) فيزيائي ألماني.
- 26 نوفمبر – راينهارد شير (مواليد 1863) عسكري ألماني.[24]